# Oberon (ópera)
Oberon, or The Elf King's Oath é uma da ópera romântica em três atos do compositor alemão Carl Maria von Weber para um libreto de James Robinson Planche, inspirado no poema de Christoph Martin Wieland. Sua estréia ocorreu no Covent Garden, Londres em 12 de abril de 1826. Posteriormente ela foi traduzida para o alemão por Theodore Hell, e é essa versão traduzida a mais frequentemente executada.